# Yo te esperaré
Yo te esperaré è il sedicesimo album in studio della cantante spagnola La Húngara, pubblicato il 15 marzo 2019 su etichetta discografica Adriatico Records.

## Tracce
1. No me busques más – 4:01
2. Qué importa si hablan – 3:04
3. A dónde va este amor – 3:20
4. No sabes lo que quieres – 3:46
5. Qué haría sin ti (feat. Yerai Blanco) – 4:15
6. Háblale de mí – 4:16
7. Dame un beso, primo – 4:08
8. Dime – 4:04
9. Espinas (feat. Moncho Chavea) – 4:27
10. Yo te esperaré – 4:19
11. Nada serio – 3:22

## Classifiche
| Classifica (2019) | Posizione massima |
| ----------------- | ----------------- |
| Spagna            | 10                |